# إيرل تومسون
إيرل «تومي» تومسون (15 فبراير 1895 – 19 مايو 1971) كان رياضي كندي متخصص في ألعاب القوى خاصة تخطي الحواجز.
ولد في بيرش هيلز، ساسكاتشوان، ثم انتقل إلى جنوب كاليفورنيا في سن الثامنة. التحق بمدرسة لونغ بيتش للفنون التطبيقية العليا، حيث فاز في سباق 120 حواجز، في أول لقاء له ضمن الدولة CIF كاليفورنيا في عام 1915. كما حقق المركز الثاني في الوثب العالي والمركز الرابع في رمي القرص
انتقل إلى جامعة جنوب كاليفورنيا لسنة واحدة، ثم نقل إلى كلية دارتموث. تخرج منها عام 1922. التحق بعد عامين بالقوات المسلحة الملكية الكمبودية في الحرب العالمية الأولى.

## وصلات خارجية
- إيرل تومسون على موقع الاتحاد الأمريكي لسباقات المضمار والميدان، قاعة المشاهير (الإنجليزية)
- إيرل تومسون على موقع اللجنة الأولمبية الدولية (الإنجليزية)
- إيرل تومسون على موقع أوليمبيديا (الإنجليزية)
- إيرل تومسون على موقع اللجنة الأولمبية الكندية (الإنجليزية)
- إيرل تومسون على موقع قاعة كندا للمشاهير الرياضية (الإنجليزية)

- Official film of 1920 Olympics 110 hurdles على يوتيوب